# Maurizio Fiorentini
Maurizio Fiorentini (Roma, 22 gennaio 1963) è un attore, doppiatore e dialoghista italiano.
È figlio dell'attore Sergio Fiorentini.

## Filmografia
- A viso coperto. Regia: G.F. Albano. (miniserie 1985) Operatore radio.
- Commesse. Regia: G. Capitani (miniserie, 1999) S.1Ep.5 "ROMEO" ruolo: Comandante C.C.
- Un posto al sole – regia di G. Carnacina.
- La squadra 4 – regia di R. De Maria, RAI Napoli.
- Distretto di polizia 4 – regia di M. Vullo, R. Mosca.
- Un medico in famiglia 4 – regia di E. Marchetti (2004), RAI 1
- I soliti sospetti 3 – (2004)
- Codice rosso – (2006) Serie 1 ep. 7 "Pericoli". Regia R. Mosca M. Vullo.
- Medicina generale (2006) – Isp. Basti. Regia: Luca Ribuoli.
- Don Matteo 10 (2016), Ruolo: A. Frezzato. Ep. "Distanza di sicurezza" Regia: Ian M. Michelini.
- Il paradiso delle signore Serie II - Ep. 03 (2017) "Marcinelle". Ruolo: Sindaco di Milano. Regia: Monica Vullo.

## Doppiaggio

### Film
- Jude Law in Brivido di sangue
- Matthew Settle in Murder in mind
- Skeet Ulrich in Takedown
- Chester Bennington in Saw 3D - Il capitolo finale
- Doug Savant in Fight for justice: the Nancy Conn story
- Cole Hauser in Dead Drop - L'infiltrato
- Til Schweiger in Bastardi senza gloria
- Laurent Piemontesi in Yamakasi - I nuovi samurai
- Yevgeni Mironov in Dom Durakov - House of fools
- Russell Yuen in Il Monaco
- Stephen Tate in Les Misérables
- John F. Kennedy in Dear Eleanor
- Shelley Malil in 40 Anni vergine
- Rick Gomez in Ray
- Hans Escher in Goodnight Mommy

### Serie televisive
- Doug Savant in Melrose Place
- Cole Hauser in High Incident
- Peter Lavin in Lost
- John Benjamin Hickey in Alias
- Cristian Kane in Close to Home - Giustizia ad ogni costo
- Archie Kao in CSI - Scena del crimine
- Şerif Ero in La forza di una donna
- Tim Seyfi in The Gift
- Tony Hale in Arrested Development - Ti presento i miei
- Michael O'Keefe in Homeland - Caccia alla spia
- Geoff Stults in October Road
- Markus Bottcher in Il commissario Köster
- Elijah Cook in The Veil

### Film d'animazione
- Cyrus in Angry Birds - Il film
- Gentatsu Takatsuki in Kenshin - Samurai vagabondo: The Movie
- Tenshihan in Dragon Ball Z - La battaglia degli dei, Dragon Ball Z - La resurrezione di 'F'
- Yukko in Mirai
- Sindaco Humdinger in PAW Patrol - Il film, PAW Patrol - Il super film

### Cartoni animati
- Sindaco Humdinger in Paw Patrol
- Ralf in Ed, Edd & Eddy
- Robot Edonista in Futurama, I Simpson
- Terry (st. 1-4), Randy (ep. 7x13), Matt Groening e Kwanzaa Bot (ep. 8x06) in Futurama[1]
- Database (2ª voce) in I Simpson
- Clem in Santo Bugito
- Mike in Gary & Mike
- Capitan Sbarbino in Sbarbino il pirata
- Kurt Wylde in Hot Wheels AcceleRacers
- Thundercracker in Transformers: Cybertron
- Signor Bordemer in Hotel Bordemer
- Renkotsu in Inuyasha
- Underwood in LEGO Ninjago: La rivolta dei draghi

### Videogiochi
- Sindaco Humdinger in PAW Patrol: Gran Premio (2022)[2] e PAW Patrol World (2023)[3]
- Matsumoto in UFO Robot Goldrake: Il banchetto dei lupi (2023)[4]